# Frank Harrison Hill
Frank Harrison Hill, född 1830, död 1910, var en brittisk journalist.
Hill var biträdande utgivare av Daily News 1865-69 och dess chefredaktör 1869-86. Hill gjorde tidningen till ett ledande liberalt organ. Efter en brytning med William Ewart Gladstone 1886 var Hill 1886-1906 ledarskribent i The world.